# Přívory
Přívory jsou vesnice, část městyse Všetaty v okrese Mělník ve Středočeském kraji. Nachází se asi 1,5 kilometru severozápadně od Všetat. Vesnicí protéká Košátecký potok. Je zde evidováno 295 adres. Trvale zde žije 622 obyvatel.
Přívory jsou také název katastrálního území o rozloze 6,74 km². Vesnice se skládá ze dvou částí: Dolnách a Horních Přívor.

## Historie
První písemná zmínka o vesnici pochází z roku 1318.

## Hradiště Přívory
Výšinná lokalita leží na výběžku Turbovického hřbetu. Poloha převyšuje okolní terén o 25 až 35 metrů. Opevnění hradiště uzavírá plochu asi 4–5 hektaru a není v terénu patrné. Po identifikaci opevnění pomocí letecké prospekce a geofyzikálním průzkumem byl v roce 2000 proveden archeologický výzkum pod vedením Nadi Profantové. Nalezený materiál datoval opevnění do 10. století. Při dřívějším průzkumu vedeném v roce 1939 na vnitřní ploše hradiště bylo nalezeno zahloubené obydlí s kamennou pecí a několik dalších sídlištních jam zahloubených do opukového podloží. Materiál datoval lokalitu odlišně do 8. a 9. století.

## Obyvatelstvo
| Rok            | 1869 | 1880 | 1890 | 1900 | 1910 | 1921 | 1930  | 1950 | 1961 | 1970 | 1980 | 1991 | 2001 | 2011 | 2021 |
| -------------- | ---- | ---- | ---- | ---- | ---- | ---- | ----- | ---- | ---- | ---- | ---- | ---- | ---- | ---- | ---- |
| Počet obyvatel | 698  | 754  | 737  | 817  | 797  | 804  | 1 162 | 985  | 902  | 878  | 747  | 606  | 622  | 688  | 775  |
| Počet domů     | 112  | 124  | 125  | 139  | 139  | 152  | 226   | 248  | 245  | 245  | 234  | 264  | 276  | 296  | 318  |

## Obecní správa
Při sčítání lidu v letech 1850–1979 byly Přívory samostatnou obcí, nejprve v okrese Mělník, v roce 1950 v okrese Brandýs nad Labem a od roku 1960 opět v okrese Mělník. Od 1. ledna 1980 jsou částí městyse Všetaty v okrese Mělník.

## Pamětihodnosti
- Kaplička